# Bataille de Yahuar Pampa
Guerre inca-chanca
La bataille de Yahuar Pampa est une bataille qui opposa aux alentours de 1438 des forces armées de l'ethnie Chancas aux forces incas, qui défendent alors leur territoire et leur capitale Cusco. Elle est également appelée bataille d’Ichupampa ou bataille de Sacsahuana.
La tradition orale et les chroniques relatant l'histoire andine gardent un souvenir grandiose de cet affrontement qui marque l'arrêt net des excursions des Chancas dans le bassin cuzquénien. La victoire, toujours selon la légende, érige au rang de héros Cusi Yupanqui ( Pachacutec), fils de l'Inca Viracocha, qui de par son fait d'arme éclatant s'assure la succession du royaume.

## Lieu
Les chroniqueurs espagnols ont des avis différents concernant l’endroit de la bataille. Selon Sarmiento de Gamboa cette seconde confrontation se déroula près du village d’Ichupampa. En revanche Garcilaso de la Vega prétend qu’elle eu lieu au même endroit où La Gasca et Gonzalo Pizarro s’affrontèrent des années plus tard. Juan de Betanzos dit que la bataille eu lieu à l’endroit appelé Jaquixahuana et que cette endroit fut renommé en Yahuar Pampa suivant la bataille.

## Avant la bataille
Aux environs de 1438 les Chancas envahissent le Cuzco. Les incas, initialement débordés, et leur chef ayant fui la capitale, doivent aviser malgré une infériorité numérique importante.
Cusi Yupanqui prend la tête des forces incas fortement réduites et triomphe de manière décisive face aux hordes Chancas lors de la bataille de Carmenca. À la suite de cette dernière les armées Chancas se retirent dans le village d’Ichupampa pour réorganiser leurs forces.

## Déroulement de la bataille
Cusi Yupanqui, voulant en finir une fois pour toutes avec la menace Chanca, lève une armée et entre dans le territoire ennemie. La tradition rapporte un affrontement sanglant (d'où la dénomination de "Yahuar Pampa" signifiant "campagne de sang") engageant plusieurs milliers de guerriers.
Après de longs affrontements c’est les Incas qui finissent par vaincre leurs puissants ennemis. Cette victoire donne le coup de grâce à l’ethnie Chanca.

## Conséquences
Les conséquences de la victoire Inca sur les Chancas a des répercussions historiques : en effet, ce conflit permet l'émergence de Cusi Yupanqui comme futur empereur sous le nom de Pachacutec, dont le règne change profondément le monde andin. Dorénavant plus porté sur les conquêtes, l'Empire Inca naît réellement. Fin stratège, Pachacutec est le principal souverain artisan de l'immense Empire Inca, dont l'expansion fulgurante et inouïe se poursuivra surtout pendant son co-règne avec son fils Tupac Yupanqui et sous le règne de ce dernier, puis sous celui de son petit-fils Huayna Capac.
Cependant, les avis des chroniqueurs post-conquête espagnole diffèrent dans l'attribution de la victoire Inca, acquise soit grâce au futur Inca Pachacutec ou bel et bien grâce à son père l'Inca Viracocha,.